# Alfred Tischer
Alfred Tischer (* 21. Februar 1884 in Meschwitz; † 27. Januar 1971 in Dresden) war ein deutscher Architekt, kommunaler Baubeamter (als Stadtbaudirektor) und Kommunalpolitiker (NSDAP).

## Leben

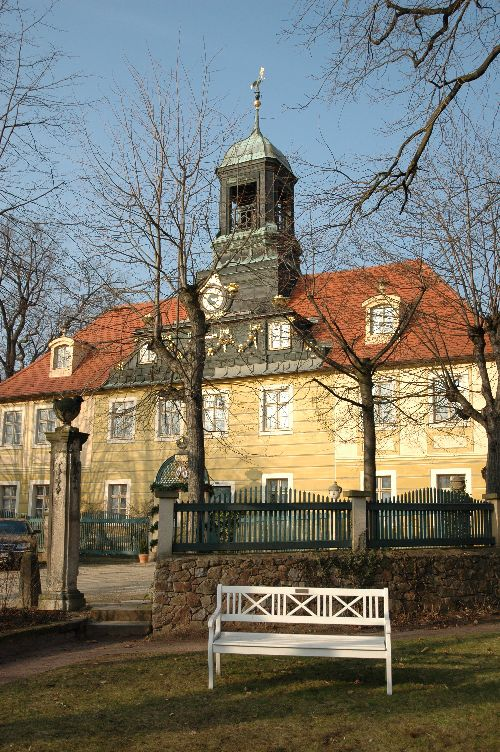
Haus Sorgenfrei

Tischer studierte Architektur und promovierte zum Dr.-Ing. Er war Mitglied im Bund Deutscher Architekten sowie später im Bund der Architekten der DDR.
Tischer zeichnet für zahlreiche der in Radebeul entstandenen Bauten der Zwischenkriegszeit im Stil der Heimatschutzarchitektur verantwortlich.
Im Jahr 1920 verkaufte Oberst v. Gregory das ihm gehörende Haus Sorgenfrei in Oberlößnitz an seinen Neffen Alfred Tischer, der sich 1933 auf dem heutigen Nachbargrundstück Augustusweg 46 ein „absichtlich schlicht ländlich“ gehaltenes Einfamilienhaus errichtete. Tischer, der bis 1938 in Radebeul lebte, verkaufte 1940 Haus Sorgenfrei weiter, da die Behebung der im Laufe der Jahrzehnte entstandenen Bauschäden an diesem singulären Beispiel Dresdner Zopfstils seine Mittel überstieg.
Im Jahr 1933 war Tischer Mitglied der NSDAP sowie Gemeindeverordnetenvorsteher von Oberlößnitz. In dieser Funktion brachte er einen Antrag auf Verleihung des Ehrenbürgerrechts an Paul von Hindenburg und Adolf Hitler ein, dem neben den sieben NSDAP-Verordneten auch die drei Verordneten der Kampffront Schwarz-Weiß-Rot zustimmten. Zu diesen gehörte Tischers Architekten-Kollege Martin Hammitzsch, der spätere Schwager Hitlers.
Einen Teil seiner aktiven Zeit verbrachte Tischer in Litzmannstadt.
Der Autor Gunnar Klack vermutet, dass mit dem für das Aufgabengebiet Tiefbautechnische, bauwirtschaftliche und Durchführungsmaßnahmen verantwortlichen Mitarbeiter Tischer im gegen Ende 1943 gegründeten Arbeitsstab für den Wiederaufbau bombenzerstörter Städte Alfred Tischer gemeint sein könnte.
Alfred Tischer lebte zu seinem Lebensende hin im Dresdner Altersheim Maille-Bahn in Hosterwitz und starb 1971.

## Werk

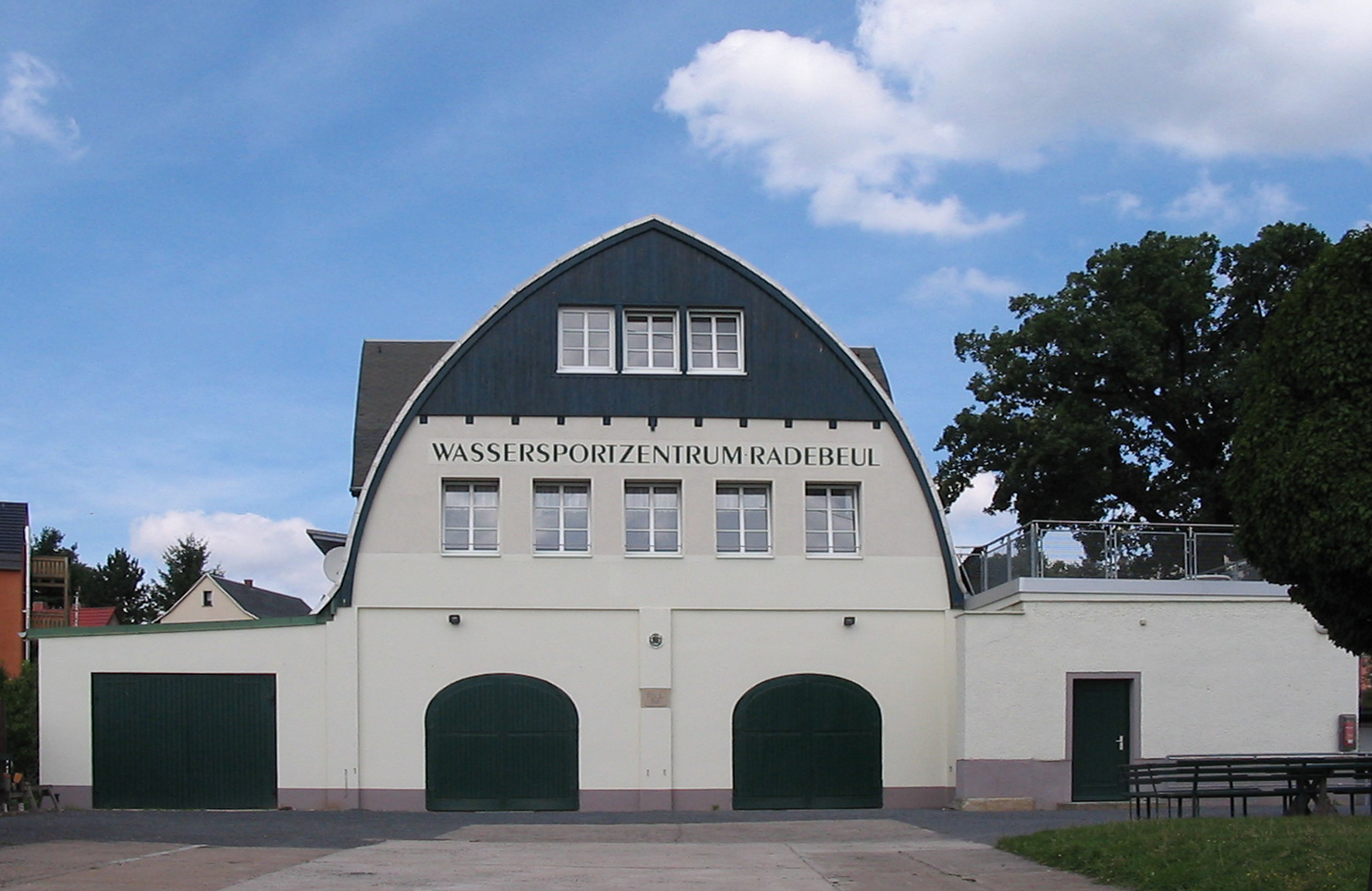
Bootshaus

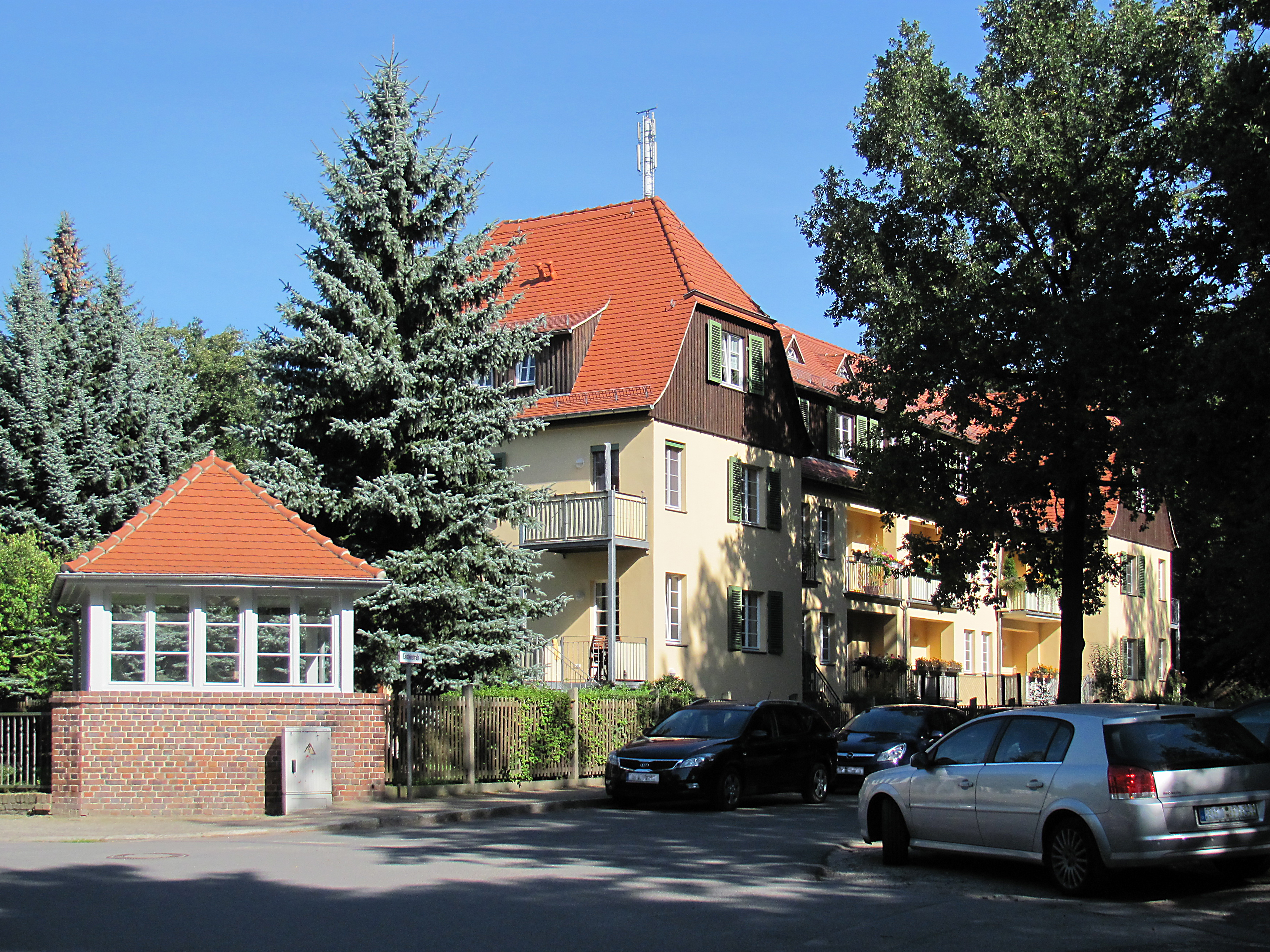
Hertwig-Bünger-Heim mit Eckpavillon

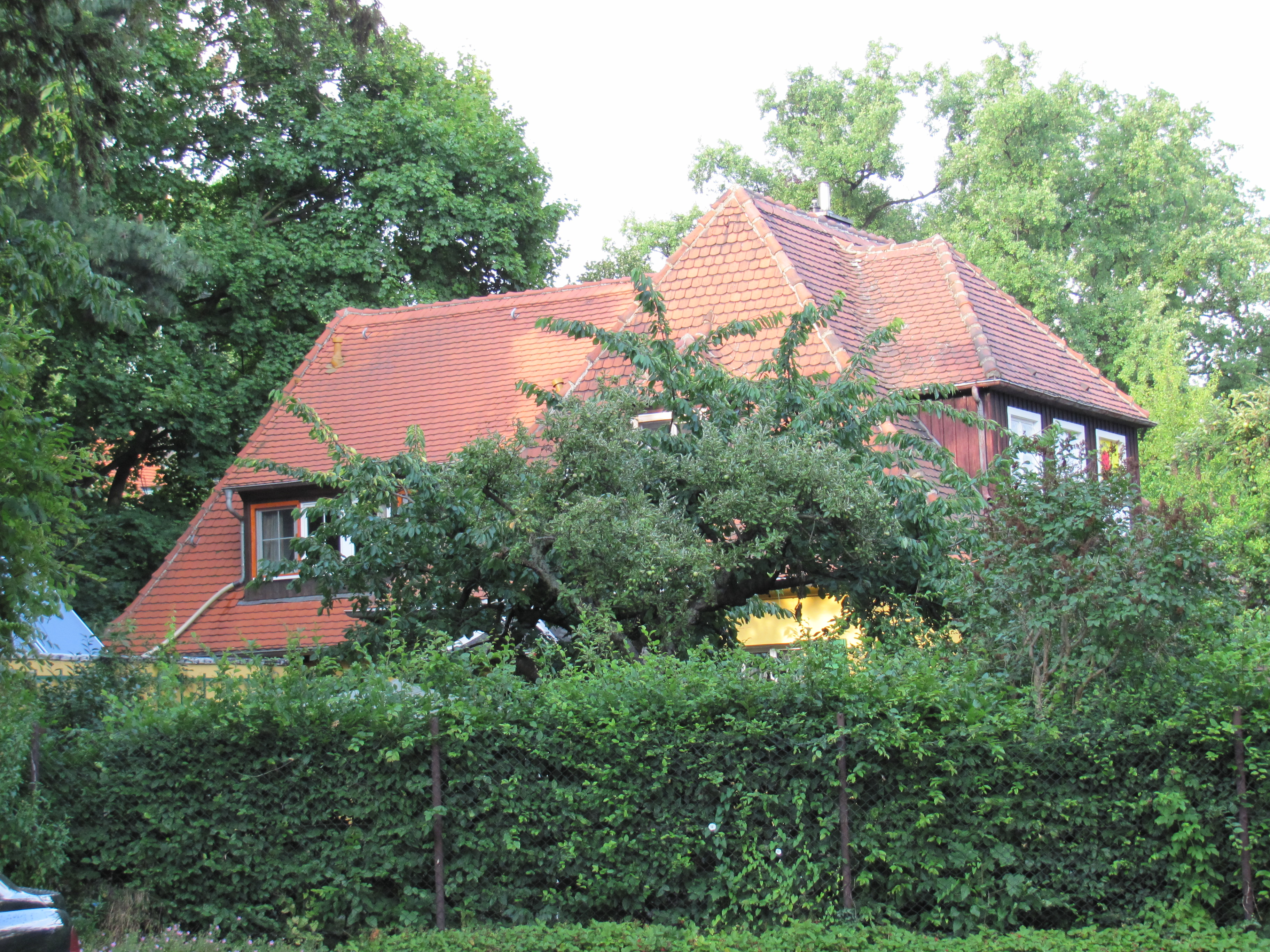
Einfamilienhaus Alfred Tischer

### Bauwerke
Die meisten der im Folgenden aufgeführten Bauten sind in der Denkmaltopographie Bundesrepublik Deutschland. Denkmale in Sachsen: Stadt Radebeul aufgeführte Kulturdenkmale. Sie stellen damit kein vollständiges Werkverzeichnis dar.
- 1923: Entwurf Bootshaus in Kötzschenbroda, An der Festwiese 9 (Realisierung Johannes Eisold)
- 1923/1924: Wohnhaus Franz Haftung in Radebeul-Serkowitz, Straße des Friedens 53
- 1923–1925: Landhaus Arelis van Egmond in Radebeul-Serkowitz, Steinbachstraße 7 (Realisierung Johannes Eisold)
- 1924/1925: Entwurf Gröba-Siedlung in Kötzschenbroda-Niederlößnitz, Stosch-Sarrasani-Straße 37/39, 41/43/45 (vermutlich auch Gröbastraße 1/3/5, Dr.-Rudolf-Friedrichs-Straße 24/26)
- 1924–1927: Diverse Erweiterungen und Umbauten an der Friedensburg in Kötzschenbroda-Niederlößnitz, Obere Burgstraße 6
- 1925: Entwurf Landhaus Erhard Noack in Alt-Radebeul, Karl-Marx-Straße 16 (Realisierung Alwin Höhne)
- 1925: Tor und Gerätehaus Goldener Wagen in Oberlößnitz, Am Goldenen Wagen (Staatsweingut)
- 1927/1928: Erweiterung Villa Ledenweg 41 in Kötzschenbroda-Niederlößnitz (Realisierung Felix Sommer)
- 1927/1928: Erweiterung Töchterheim Sallawa in Kötzschenbroda-Niederlößnitz, Ludwig-Richter-Allee 6
- 1927/1928: Erweiterung des Bilzbades um einen Tanz- und Gesellschaftssaal in Kötzschenbroda Oberort, Meiereiweg 108 (Realisierung Adolf Menzel)
- 1928: Doppelhaus Engst/Stoll in Alt-Radebeul, Goethestraße 31/33
- 1929: Entwurf Hertwig-Bünger-Heim in Alt-Radebeul, Lessingstraße 1 (Realisierung Alwin Höhne)
- 1930–1932: Umbau Villa Lindemann in Oberlößnitz, Wettinstraße 16
- 1933: Einfamilienhaus Alfred Tischer in Oberlößnitz, Augustusweg 46
- 1933: Haus Schädler in Oberlößnitz, Eduard-Bilz-Straße 54
- 1934: Einfamilienhaus Weinbergstraße 46 in Radebeul-Oberlößnitz (Zuweisung an Tischer, vergleiche Eduard-Bilz-Straße 54)
- 1934: Wohnhaus Oskar Richter in Radebeul-Oberlößnitz, Bennostraße 34
- 1934: Umfangreiche Umbauten an der Lutherkirche in Radebeul
- 1936: Schulen in Großschweidnitz, Mittelsohland und Schönbach[7]
- 1936: Rathaus von Mulda-Randeck[7]
- 1939: Erneuerung Jägermühle in Radebeul-Oberlößnitz, An der Jägermühle 16/18
- 1939: Bezirksheim Kohren (1941–1945 Lebensborn-Kinderheim „Sonnenwiese“, heute DRK-Wohnstätte) in Kohren-Sahlis[8][9]

### Schriften
- Der Kampf im deutschen Baugewerbe 1910. (=Abhandlungen aus dem volkswirtschaftlichen Seminar der Technischen Hochschule zu Dresden. Heft 3) Duncker & Humblot, Leipzig 1912.
- Die Lößnitz als Siedlungsland. In: Johann Erich Gottschalch (Hrsg.): Dresdner Jahrbuch und Chronik 1937/1938. (Dresdner Kalender seit 1909). 28./29. Jahrgang. Verlag Joh. Erich Gottschalch, Dresden 1938.